# 申瓦尔德 (梅克伦堡-前波美拉尼亚州)
申瓦尔德（德語：Schönwalde）是德国梅克伦堡-前波美拉尼亚州的一个市镇，隶属于前波美拉尼亚-格赖夫斯瓦尔德县。总面积为20.98平方千米，截至2020年总人口为459人。